# Brachaeluridae
Brachaeluridae é uma família de tubarões cegos da ordem Orectolobiformes.

## Géneros e espécies
- Género Brachaelurus
  - Tubarão cego, Brachaelurus waddi (Bloch & Schneider, 1801) [1]
- Género Heteroscyllium
  - Heteroscyllium colcloughi (Ogilby, 1908) [2]

- Commons
- Wikispecies